# Ільїн Юрій Іванович
Ільїн Юрій Іванович (нар. 21 серпня 1962) — адмірал, Начальник Генерального штабу ЗС України (2014), командувач Військово-Морських Сил Збройних сил України (2012–2014).

## Біографія
Ільїн Юрій Іванович народився 21 серпня 1962 року в місті Рогачов Гомельської області Білоруської РСР.
Після закінчення Мінського Суворовського військового училища у 1979 році вступив в Одеське вище артилерійське командне училище імені М. В. Фрунзе. З 1983 по 1991 рік проходив службу в окремій бригаді морської піхоти Чорноморського флоту на посадах командира взводу, командира батареї.
У період із 1991 року до 1998 року проходив службу у штабі Командування Військово-Морських Сил ЗС України. З серпня 1998 року до грудня 2003 року командував 1-ю окремою бригадою морської піхоти Військово-Морських сил ЗС України. У період із грудня 2003 року по червень 2005 року проходив службу в штабі Командування Військово-Морських Сил на посадах заступника начальника і начальника управління оборонного планування. У період із червня 2005 по серпень 2008 року проходив службу військовим представником групи офіцерів у міжнародних штабах і місіях у США.
З серпня 2008 року проходив службу у Командуванні Військово-Морських Сил на посадах першого заступника начальника штабу, начальника штабу — першого заступника командувача Військово-Морських Сил.
У 2010 році закінчив факультет підготовки фахівців оперативно-стратегічного рівня Національного університету оборони України.
27 липня 2012 року указом Президента України — Верховного Головнокомандувача Збройних Сил України Віктора Януковича був призначений на посаду командувача Військово-Морських Сил Збройних Сил України.
24 серпня 2013 року присвоєно військове звання адмірала.
19 лютого 2014 року указом Президента України — Верховного Головнокомандувача Збройних Сил України Віктора Януковича був звільнений із посади командувача Військово-Морських Сил Збройних Сил України і призначений начальником Генерального штабу. 28 лютого 2014 року указом в.о. Президента України Олександра Турчинова — звільнений із посади начальника Генерального штабу. При цьому він залишився у розпорядженні міністра оборони при Генштабі та на всіх видах забезпечення.
У зв'язку з соціально-політичними подіями в Україні 11 березня 2014 року Юрій Ільїн зробив заяву про необхідність вирішення проблем мешканців Криму, Донецька, Харкова, Луганська, Одеси, Дніпропетровська, Миколаєва, Херсона та інших міст України за столом переговорів.
Після самоусунення втікача-президента Віктора Януковича від виконання своїх конституційних обов'язків Юрій Ільїн не визнавав легітимність в.о. президента Олександра Турчинова та нової української влади, своє звільнення вважав незаконним і, як і раніше, вважав себе начальником Генштабу та головнокомандувачем Збройних сил України. Після анексії Росією Автономної Республіки Крим залишився в Криму. За словами тодішнього міністра оборони України Ігора Тенюха, тричі схиляв до зради начальника Академії військово-морських сил імені П. С. Нахімова Петра Гончаренка, щоб той перейшов на бік Росії. У вересні 2014 року Генеральна прокуратура України відкрила щодо Ільїна кримінальне провадження за статтею «дезертирство». За даними відомства, перебуваючи в розпорядженні міністра оборони України, адмірал у кінці травня покинув місце служби.
Курйозним також є той факт, що саме у дні переходу революційних подій 2014 року в радикальну фазу з Юрієм Ільїним був укладений контракт про проходження військової служби на період із 18 лютого 2014 року по 21 серпня 2022 року. А вже в лютому 2015 року через суд він вимагає від Міноборони виплати йому «належної» матеріальної допомоги й зобов'язати Президента Петра Порошенка видати указ про звільнення його з військової служби у запас за станом здоров'я.
Одружений, має дочку.

### Дезертирство
23 жовтня 2014 згідно з ухвалою суду винесено дозвіл на затримання з метою приводу як розшукуваного Солом'янським управлінням поліції в місті Київ за дезертирство згідно зі статтею 408 частина 1 кримінального кодексу України.

## Нагороди
- Відзнаки міністерства оборони України «Доблесть і честь», «Знак пошани», «Ветеран військової служби», медаль «10 років Збройним Силам України», медаль «15 років Збройним Силам України»
- Медалі СРСР «70 років Збройних Сил СРСР», «За бездоганну службу» II та III ст.